# The Price of Fame
The Price of Fame – piąty album studyjny amerykańskiego rapera Bow Wowa wydany 19 grudnia 2006 roku.
Na płycie współpracował między innymi z Pimp C, Short Dog, Lil Scrappy, Lil Wayne (4 Corners), Chris Brown ("Shortie Like Mine"), T-Pain ("Outta my system").
6 stycznia 2007 r. album zajął 6. miejsce na liście Billboard 200.

## Lista utworów
| #   | Tytuł                   | Autor | Featuring                                   | Czas |
| --- | ----------------------- | --- | ------------------------------------------- | ---- |
| 1.  | "Intro"                 | |                                             | 0:21 |
| 2.  | "Price of Fame"         | Moss, Shad/Jackson, Ronnie                                                                                           |                                             | 2:38 |
| 3.  | "4 Corners"             | Mosely, Timothy/Dupri, Jermaine/Phillips, James/Butler, Chad/Carter, Shawn/Joshua, Kyambo/Lil Scrappy/Carter, Dwayne | Lil Scrappy, Pimp C, Short Dawg & Lil Wayne | 5:28 |
| 4.  | "Outta My System"       | Alston, Jaron Alston/James, Rick/Dupri, Jermaine                                                                     | T-Pain, Johnta Austin                       | 3:58 |
| 5.  | "How You Move It"       | Crawford, Teraike/Pitts, Phillip/Dupri, Jermaine/Phillips, James/Jackson, Curtis                                     | Khleo Thomas                                | 3:53 |
| 6.  | "Shortie Like Mine"     | Harris, Shawntae/Dupri, Jermaine/Austin, Johnta/Cox, Bryan-Michael                                                   | Chris Brown, Johnta Austin                  | 4:28 |
| 7.  | "Don't Know About That" | Moore, Chadron/Smith, Rodriguez/Dupri, Jermaine                                                                      | Young Capone, Cocaine G                     | 3:50 |
| 8.  | "Tell Me"               | Harris, Shawntae/Gatling, Timmy/Stewart, Alton "Wokie"/Dupri, Jermaine/Phillips, James                               |                                             | 3:34 |
| 9.  | "Damn Thing"            | Waters, Anthony/Dupri, Jermaine/Phillips, James                                                                      | Da Brat                                     | 2:43 |
| 10. | "Bet That"              | Alston, Jaron/Dupri, Jermaine/Phillips, James                                                                        | Khleo Thomas                                | 3:45 |
| 11. | "On Fiya"               | Moss, Shad/Mingo, Tad/Morgan, Rufus                                                                                  |                                             | 3:52 |
| 12. | "Give It to You"        | Moss, Shad/Jackson, Ronnie                                                                                           |                                             | 3:10 |
| 13. | "I’m a Flirt"           | Robert, Kelly/Moss, Shad/Jackson, Ronnie                                                                             | R. Kelly                                    | 4:36 |

## Pozycje na listach
| Lista (2006)                          | Najwyższa pozycja |
| ------------------------------------- | ----------------- |
| U.S. Billboard 200                    | 6                 |
| U.S. Billboard Top R&B/Hip-Hop Albums | 2                 |
| U.S. Top Rap Albums                   | 2                 |